# Can Floris
Can Floris és una obra amb elements noucentistes i modernistes de Canet de Mar (Maresme) protegida com a Bé Cultural d'Interès Local.

## Descripció
Edifici de planta baixa i dos pisos. L'element més característic és la torre. El coronament i les finestres del segon pis estan realitzades amb totxo. Tota la façana presenta esgrafiats en bon estat de conservació. Els balcons del primer pis són arrodonits i de ferro.

## Història
El contractista va ser Josep Cabruja.